# Shane Rimmer
Pour les articles homonymes, voir Rimmer.
Shane Rimmer, né le 28 mai 1929 à Toronto, Ontario (Canada) et mort le 29 mars 2019 à Potters Bar, Angleterre (Royaume-Uni) est un acteur et scénariste canadien,.

## Biographie
Shane Rimmer est apparu une fois dans Doctor Who (dans la série The Gunfighters de 1966), et deux fois dans Coronation Street, dans les rôles de Joe Donnelli (de 1968 à 1970), qui a tenu Stan Ogden en otage avant de se suicider, et Malcolm Reid (en 1988), le père du fils d'Audrey Roberts, Stephen. Il a fait de nombreuses apparitions dans les séries télévisées britanniques pour ITV, notamment Tales of the Unviews de Roald Dahl, ainsi que Amicalement vôtre. En 1980, Rimmer jouait Edward Condon dans la mini-série de la BBC Oppenheimer, retransmise aux États-Unis en 1982 et dans la minisérie Master of the Game de 1984, aux côtés de Dyan Cannon. 
En 1989, Rimmer fut réuni avec Bishop et Zimmerman lors de la production d'une adaptation pour la BBC Radio 4 de A Study In Scarlet de Sir Arthur Conan Doyle. En 2012, il a enregistré une lecture de la nouvelle Doctor Who de Donald Cotton dans The Gunfighters pour publication en février 2013.
En 2010, Rimmer est revenu dans le monde des Thunderbirds avec un film pour fan de 15 minutes intitulé simplement Thunderbirds 2010. Il incarne Jeff Tracy dans une voix off à la radio de Thunderbird 3, à la fin du film, invitant Scott et Alan à emmener les trois astronautes. ils ont sauvé le film dans une station spatiale intacte et sont rentrés sur l'île Tracy en prévision d'une tempête dans le Pacifique.
Rimmer a interprété le rôle de Leo Carlin dans le drame audio The Mighty Carlins de 2013, écrit par le dramaturge primé canadien Collin Doyle. L'enregistrement a été produit par la Wireless Theatre Company. 
En 2014, Rimmer a publié son premier roman de fiction Long Shot, sur Amazon UK. Cela marqua sa deuxième incursion dans l'édition, après avoir publié son autobiographie From Thunderbirds to Pterodactyls quatre ans auparavant.
En 2015, il a joué le rôle d'Anderson dans le court-métrage de science-fiction DARKWAVE: Edge of the Storm, publié gratuitement en ligne l'année suivante.

### Mort
Shane Rimmer meurt le 29 mars 2019 à l'âge de 89 ans. Ayant joué dans trois films de James Bond, la saga lui rend hommage sur leur page officielle.

## Filmographie

### Cinéma
- 1964 : Docteur Folamour (Dr. Strangelove) de Stanley Kubrick : un membre d' équipage du B-52 (non crédité)
- 1967 : On ne vit que deux fois (You Only Live Twice) de Lewis Gilbert : un contrôleur radar de Hawaï (non crédité)
- 1971 : Les diamants sont éternels (Diamonds Are Forever) de Guy Hamilton : Tom, un technicien de Willard Whyte (non crédité)
- 1975 : Rollerball de Norman Jewison : le coach
- 1975 : La Guerre des otages d'Edward Dmytryk : l'homme de la CIA
- 1977 : L'Espion qui m'aimait (The Spy Who Loved Me) de Lewis Gilbert : le commandant Carter de l'USS Wayne
- 1977 : Drôles de manières (Nasty Habits) de Michael Lindsay-Hogg
- 1979 : Guerre et Passion (Hanover Street) de Peter Hyams : le colonel Ronald Bart
- 1980 : Superman 2 de Richard Lester : un contrôleur de la NASA
- 1983 : Superman 3 de Richard Lester : un agent de police sur les lieux de l'usine en feu
- 1985 : Out of Africa de Sydney Pollack : Belknap

### Télévision
- 1964 : Le Saint : Vol à main armée (saison 3 épisode 11) : Major Smith
- 1971 : Amicalement Vôtre, épisode "Un risque calculé" : Harvey Lomax